# Andreea Popa
Andreea Cristina Popa (Bukarest, 2000. június 3. –) román válogatott kézilabdázó, irányító, a Dunărea Brăila játékosa.

## Pályafutása

### Klubcsapatokban
A bukaresti születésű Andreea Popa már kisgyermek korában megismerkedett a sportág alapjaival. édesapja és édesanyja is testnevelő tanárok voltak, édesanyja az edzője is volt. A CSȘ 2 București akadémiáján kezdte pályafutását, amellyel az országos junior bajnokságban bronzérmet szerzett. 2016 és 2017 között a Dinamo București, majd ezt követően a Rapid București játékosa.

### A válogatottban
2017-ben a U17-es korosztályos válogatott tagjaként a Tunéziában rendezett mediterrán kézilabda-játékokon aranyérmet nyert a csapattal és a torna legjobb balátlövője lett. Ugyanebben az évben a Győrben rendezett Európai Ifjúsági Olimpiai Fesztiválon ezüstérmes lett a román csapat tagjaként. Részt vett az ugyancsak Győrben rendezett 2019-es junior női kézilabda-Európa-bajnokságon is.

## Sikerei, díjai
- Országos ifjúsági bajnokság::
  - 3. hely: 2017
  - 4. hely: 2016
- Mediterrán kézilabda-bajnokság:
  -  Arany: 2017

- Európai Ifjúsági Olimpiai Fesztivál:
  -  Ezüst: 2017[9]

- A Mediterrán kézilabda-játékok legjobb balátlövője: 2017[8]
- Az országos ifjúsági bajnokság legjobb irányítója: 2016,[10] 2017[4]
- Az országos junior bajnokság legszebb gólja: 2017[4]